# Musigati
Musigati är en kommun i Burundi. Den ligger i provinsen Bubanza, i den nordvästra delen av landet, 40 kilometer norr om Burundis största stad Bujumbura.